# Alqueries de Mossén Povo
Les alqueries de Mossén Povo, estan situades en l'horta de Beniferri, al districte de Poblats de l'Oest, de la ciutat de València. Es tracta d'una construcció d'època medieval, que ha sofert modificacions al llarg de la història, entre les quals destaca l'esdevinguda al pas del segle xviii al segle xx, per donar recer a la gran quantitat de mà d'obra que era precisada per a les explotacions agrícoles. Actualment està catalogada com a Espai Etnològic d'Interès Local.

## Descripció
Les alqueries se situen en una zona d'horta, regada per aigües de la séquia de Montcada, actualment de difícil accés per la construcció de carreteres d'accés a la ciutat per la ronda oest.
Es tracta d'un espai constructiu de considerables dimensions que va acabar compartimentant-se, donant origen a quatre alqueries que integren l'actual conjunt. La gran nau longitudinal, que sorgeix de les successives ampliacions de l'original alqueria musulmana, forma una única nau, amb quatre propietaris diferents que van acabar donant nom a les seves respectives possessions. L'alqueria de Cañizares, que avui es coneix com a Angulo; l'alqueria de Blat, Ismael Blat va ser un conegut pintor nascut en Benimàmet; l'alqueria de Magenit i l'alqueria Daniel Pons el Rey, actualment coneguda com a alqueria Lolín, neta de Daniel Pons (sent la que més transformacions interiors ha sofert, ja que està transformada en saló per a celebracions de diversos esdeveniments).
A més, enfront d'elles pot contemplar-se el que resta d'un antic pou, cobert actualment, pel fullatge d'una figuera.